# مستشفى فيكتوريا (كيركالدي)
مستشفى فيكتوريا (بالإنجليزية: Victoria Hospital)‏ هو مستشفى كبير يقع إلى الشمال من وسط المدينة في كيركالدي، في فايف باسكتلندا. باعتبارها واحدة من اثنين من المستشفيات الرئيسية في فايف، تخدم كل من المدينة والمنطقة المحيطة بها في ميد فايف. وتدار المستشفى من قبل إن أتش إس فايف.